# Montalbán (Campo Elías)
Pour les articles homonymes, voir Montalbán (homonymie).
Montalbán est l'une des sept paroisses civiles de la municipalité de Campo Elías dans l'État de Mérida au Venezuela. Sa capitale est Ejido, chef-lieu de la municipalité.